# Clarkeipterus
Genre
Espèces de rang inférieur
- † Clarkeipterus otisius Tetlie et al., 2007
- † Clarkeipterus testudineus Clarke et Ruedemann, 1912

Clarkeipterus est un genre fossile d'Euryptérides préhistoriques classé dans la famille des Dolichopteridae. 

## Classification
Le genre Clarkeipterus est décrit en 1966 par la paléontologue américain Kjellesvig-Waering,.
Le genre contient deux espèces, C. otisius et C. testudineus, toutes deux originaires de la formation Bertie du Silurien aux États-Unis.

### Fossiles
Selon Paleobiology Database en 2023, le nombre de collections référencées de fossiles est de deux, toutes deux venant de l'État de New-York, et datées du Pridoli du Silurien supérieur.

### Publication originale
- [1966] Erik Norman Kjellesvig-Waering, « A revision of the families and genera of the Stylonuracea (Eurypterida) », Fieldiana: Geology, vol. 14,‎ 1966, p. 169-197.